# Ōba Sakae

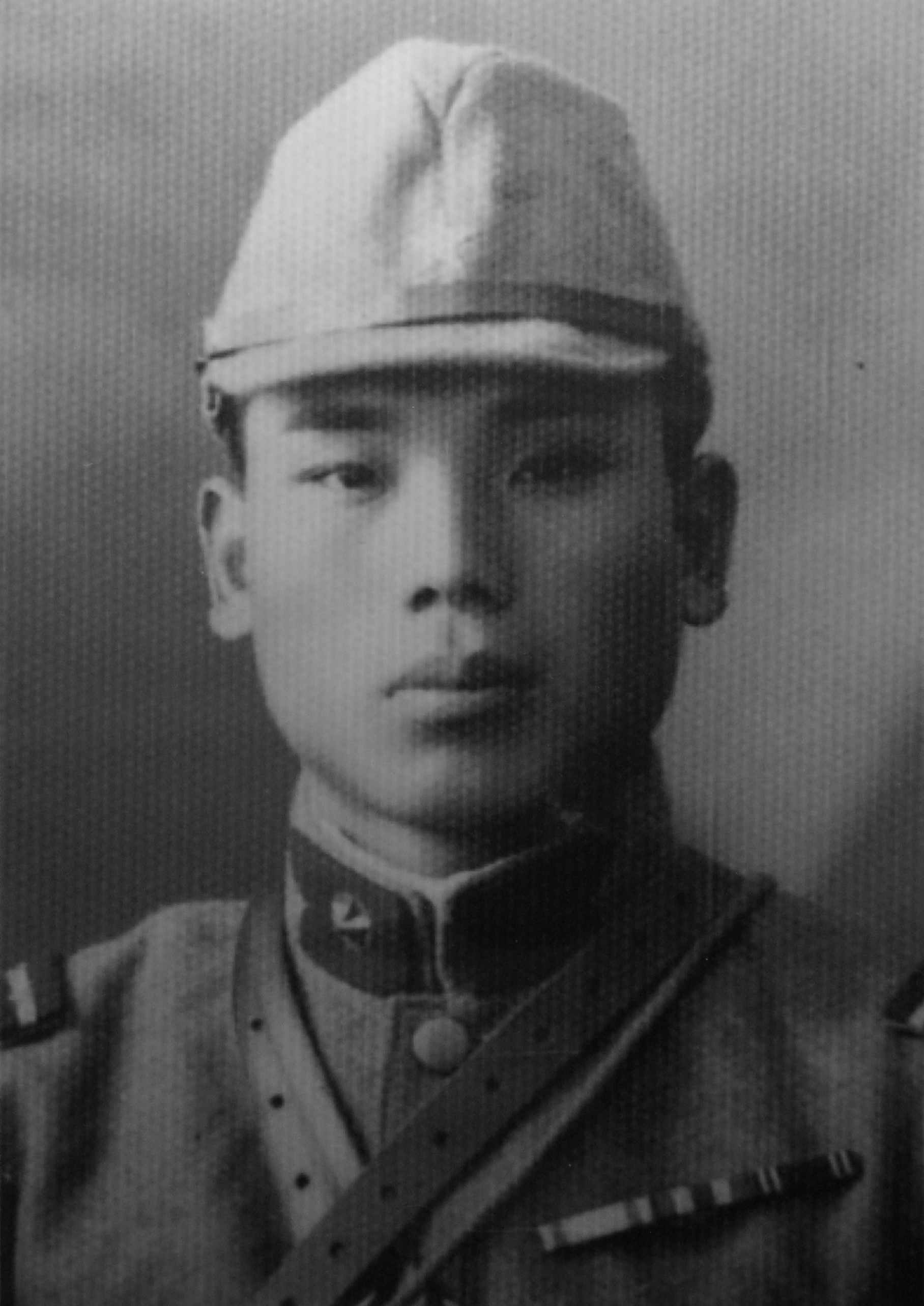
Ōba Sakae, um 1937

Ōba Sakae (jap. 大場 栄; * 21. März 1914; † 8. Juni 1992 in Gamagōri) war ein Offizier in der Kaiserlich Japanischen Armee. Er diente im Zweiten Weltkrieg sowohl in China als auch im Pazifikkrieg. Nachdem die japanischen Streitkräfte in der Schlacht um Saipan geschlagen worden waren, zog er sich mit einer Gruppe von Soldaten und Zivilisten tief in den Dschungel zurück, um sich der Gefangennahme durch die Alliierten zu entziehen. Unter Ōbas Führung überlebte die Gruppe über ein Jahr nach der Schlacht und ergab sich schließlich im Dezember 1945, drei Monate nachdem der Krieg vorbei war (siehe auch Holdout). Nach seiner Rückkehr nach Japan wurde er ein erfolgreicher Geschäftsmann und Mitglied im Stadtrat von Gamagōri.

## Frühe Jahre

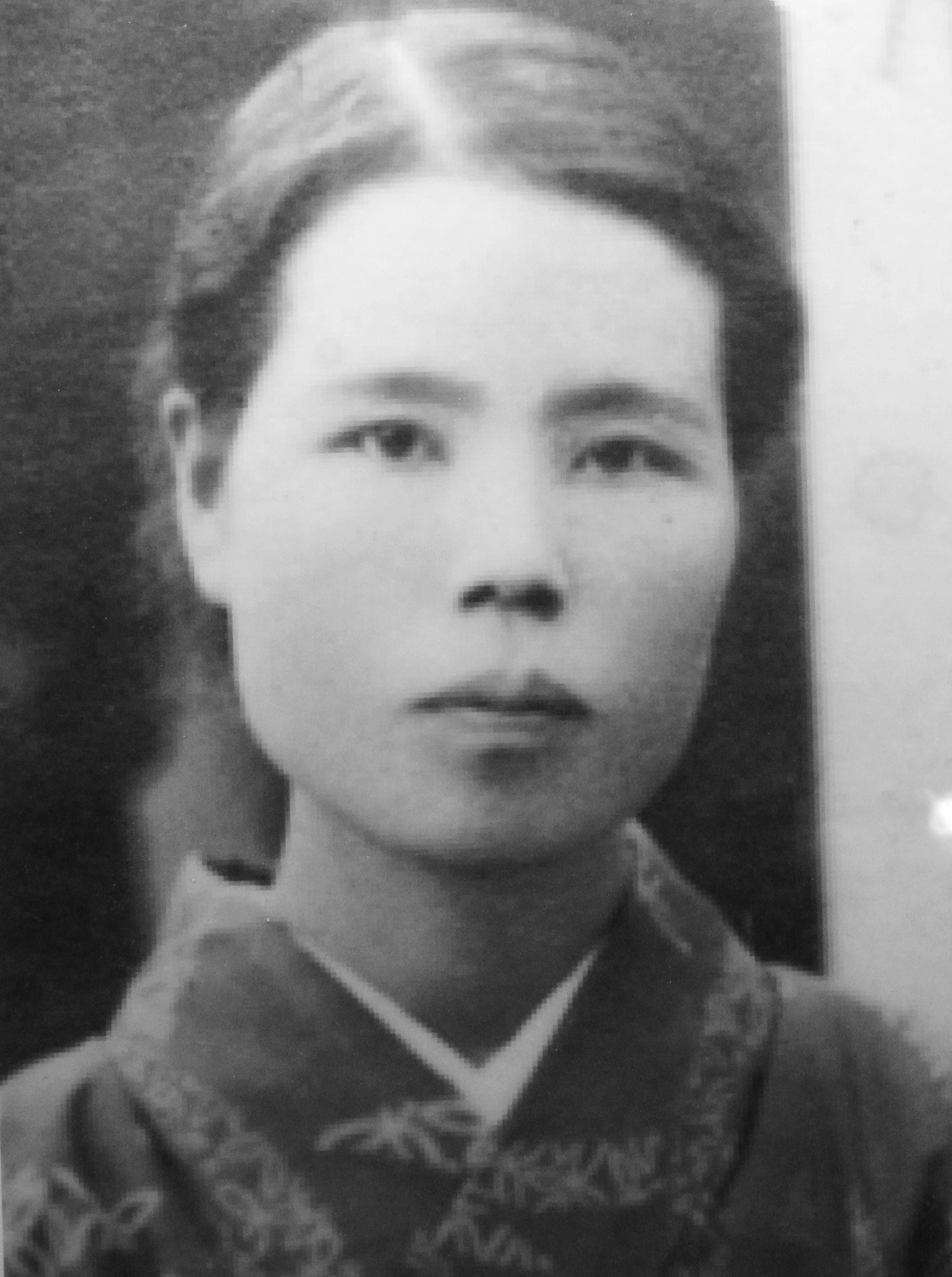
Ehefrau Ōba Mineko, um 1937

Ōba Sakae wurde am 21. März in der Stadt Gamagōri in der Präfektur Aichi als erster Sohn des Bauern Ōba Isuke geboren. Ōba erlangte seinen Abschluss an der Handelslehrerseminar Aichi (愛知県実業教員養成所) und nahm im Monat darauf eine Lehrtätigkeit an einer öffentlichen Schule in der Nähe an. In der Zeit seiner Arbeit als Lehrkraft heiratete er Mineko Hirano (1912–1992), die auch aus Gamagōri stammte.

## Militärische Karriere
1934 trat Ōba dem 18. Infanterieregiment der Kaiserlich Japanischen Armee bei, die in der in der Nähe gelegenen Stadt Toyohashi stationiert war. Als Offiziersanwärter 1. Klasse (甲種幹部候補生, Kōshu kanbu kōhosei) nahm er an einem Spezialtraining teil und wurde nach Mandschukuo entsandt, wo der Großteil des 18. Regiments bereits als Okkupationsarmee stationiert war. 1936 kehrte das Regiment an seinen Heimatstandort in Toyohashi zurück und Ōba sah kurzzeitig seine Frau wieder.
Im Jahr 1937 brach der Zweite Japanisch-Chinesische Krieg aus und das 18. Infanterieregiment wurde mobilisiert. Ōba und sein Regiment wurden in China eingesetzt, wo es sich an der amphibischen Schlacht um Shanghai beteiligte. Im Dezember dieses Jahres erfolgte die Beförderung zum Leutnant. 1939 stieg er zum Oberleutnant auf und im November 1941 erhielt er das Kommando über eine Kompanie der Infanterie. Im März 1943 wurde er zum Hauptmann befördert.

## Saipan
Anfang 1944 wurde das 18. Regiment aus der Mandschurei abgezogen und auf den pazifischen Kriegsschauplatz verlegt. Ōba war Kommandant der Sanitätskompanie des Regiments. Am 29. Februar um etwa 15:00 Uhr wurde die Sakito Maru, das Transportschiff des Regiments, von einem Torpedo des amerikanischen U-Boots USS Trout in der Nähe der Insel Saipan getroffen. Das Schiff sank und nahm die Hälfte des Regiments mit sich. Begleitschiffe kamen schnell heran, retteten 1800 Überlebende und setzten diese auf Saipan ab. Nach hastiger Neuformierung wurde der überwiegende Teil des Regiments erfolgreich nach Guam verlegt. Fast 600 Mann, einschließlich Ōba, mussten in Saipan zurückgelassen werden. Ōba erhielt Befehl, aus den Panzersoldaten, Pionieren und Sanitätern, die die Katastrophe der Sakito-maru überlebt hatten, eine 225 Mann starke Sanitätskompanie zusammenzustellen. Sie erhielten die wenigen verfügbaren medizinischen Vorräte und bauten bis Mitte Mai eine medizinische Versorgungsstation.
Am Morgen des 15. Juni 1944 landete in der Schlacht um Saipan das United States Marine Corps an den Stränden. Trotz heftiger Abwehr wurden die Japaner Stück für Stück unter schweren Verlusten zurückgedrängt. Der japanische Kommandeur nutzte den Berg Tapochau in der Mitte der Insel als Hauptquartier und bildete Verteidigungslinien um den Berg. Ohne Nachschub oder Aussicht auf Erfolg wurde die Lage für die Verteidiger aussichtslos und es wurde schließlich der Angriff angeordnet. Am 7. Juli war Ōba Teil des größten selbstmörderischen Angriffs, genannt Gyokusai, des Pazifikkrieges. Nach 15 Stunden intensiven und unerbittlichen Nahkampfes waren fast 4300 japanische Soldaten gefallen. Am 9. Juli 1944 erklärten die Alliierten die Insel für gesichert. Am 30. September 1944 verfasste die japanische Armee eine offizielle Erklärung zur Verschollenheit bezüglich aller Personen mit unbekanntem Status und sie galten als Gefallene (killed in action). Dies schloss Ōba ein und er wurde posthum zum Major befördert.

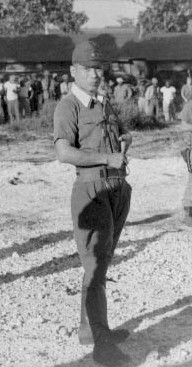
Ōba, 1. Dezember 1945

In Wirklichkeit hatte Ōba den Kampf überlebt und übernahm das Kommando über 46 andere Soldaten. Ōba führte dann über 200 japanische Zivilisten tiefer in den Dschungel, um die Gefangennahme zu vermeiden. Er und seine Leute organisierten die Zivilisten und brachten sie in Berghöhlen und versteckten Dschungeldörfern unter. Wenn die Soldaten die Zivilisten nicht mit Schutztruppen begleiteten, setzten Ōba und seine Leute den Kampf gegen die Besatzung durch die US-Marines fort. Ōba nutzte den Berg Tapochau auf Höhe von 473 Metern als Ausgangsbasis, die Spitze bot einen ungehinderten 360-Grad-Blick über die Insel. Vom Basislager am Westhang des Berges aus führten Ōba und seine Leute gelegentliche Überfälle im Guerilla-Stil auf amerikanische Stellungen aus. Wegen der Schnelligkeit und Heimlichkeit der Operationen – und wegen der frustrierenden Versuche, ihn zu finden – bezeichneten die Marines auf Saipan Ōba schließlich als „den Fuchs“, später dann „Fox of Saipan“.
Im September 1944 begannen die Marines, Patrouillen in das Innere der Insel durchzuführen, die die Überlebenden suchen sollten, die ihre Camps wegen ihrer Vorräte überfielen. Diese Patrouillen trafen manchmal japanische Soldaten und Zivilisten an und wenn sie gefangen genommen wurden, wurden sie verhört und in ein passendes Gefangenenlager gebracht. In diesen Verhören erfuhren die Marines Ōbas Namen. Auf dem Höhepunkt der Jagd nach Ōba entwickelte der Kommandeur der Marines den Plan, dass seine Männer sich in einer Linie über die Breite der Insel mit einem Abstand von zwei Metern zum Nebenmann aufstellen sollten und die Insel vom südlichen Ende bis in den Norden absuchen sollten. Der Kommandeur nahm an, dass Ōba und seine Leute entweder kämpfen, aufgeben oder in den Norden abgedrängt und vielleicht gefangen gesetzt werden würden. Mit dieser Taktik würden ältere und gebrechliche Zivilisten freiwillig aufgeben. Obwohl einige Soldaten kämpfen wollten, ordnete Ōba an, dass es ihr wichtigstes Anliegen sei, die Zivilisten zu beschützen und am Leben zu bleiben, um den Kampf fortzusetzen. Als die Kette der Marines die Gegend erreichte, kletterten die meisten der verbliebenen Soldaten und Zivilisten zu einer versteckten Lichtung auf dem Berg, während andere auf einem schmalen Sims standen und sich am Berg festklammerten. Sie behielten ihre prekären Positionen für den größten Teil des Tages bei, während die Marines das Gelände durchstreiften und Hütten und Gärten plünderten. An manchen Stellen waren die Japaner auf den Simsen weniger als 20 Fuß (6,1 m) über den Köpfen der Marines. Die Suche der Marines erwies sich als vergeblich und führte schließlich zum Rücktritt des Kommandeurs.
Ōba und seine Leute zählen zu den japanischen Holdouts, sie verbrachten 512 Tage bzw. etwa 16 Monate auf der Insel. Weitere berühmt gewordene Holdouts sind Nakamura Teruo, Onoda Hirō und Yokoi Shōichi, die erst Jahrzehnte nach Kriegsende entdeckt wurden. Am 28. November 1945 gelang es dem früheren Generalmajor Umahachi Amō, dem Kommandeur der 9. Selbstständigen gemischten Brigade in der Schlacht um Saipan, einige Japaner hervorzulocken, indem er die japanische Hymne der japanischen Infanterieabteilung sang. Amō war damit in der Lage, Ōba die Dokumente des nicht mehr existierenden Daihon’ei vorzuzeigen, welches ihn und seine Gefolgsleute aufforderte, sich den Amerikanern zu ergeben. Am 1. Dezember 1945, drei Monate nach der offiziellen Kapitulation Japans, versammelten sich die japanischen Soldaten noch einmal am Berg Tapochau und sangen ein Abschiedslied in Gedenken an die Kriegstoten bzw. deren Geister. Ōba führte dann seine Leute aus dem Dschungel und begab sich in die Hände der 18. Luftabwehr-Kompanie. In aller Förmlichkeit und mit angemessener Würde übergab Ōba sein japanisches Schwert, das sogenannte Nihontō, an Oberstleutnant Howard G. Kirgis und seine Leute lieferten ihre Waffen und die Truppenfahne ab. Sie waren der letzte organisierte Widerstand der japanischen Streitkräfte auf Saipan.

## Nach dem Krieg
Nachdem die japanische Regierung bestätigt hatte, dass Ōba noch am Leben war, wurde seine „posthume“ Beförderung rückgängig gemacht. Nach seiner Entlassung aus alliierter Haft wurde er repatriiert. Zurück in Japan war er wieder vereint mit seiner Frau und begegnete seinem Sohn zum ersten Mal. Dieser wurde 1937 geboren, nachdem sein Vater nach China aufgebrochen war. Ōba wurde 1952 bei der Kaufhauskette Maruei angestellt, wo er bis 1992 als Vertreter und Sprecher des Vorstands beschäftigt war. Von 1967 bis 1979 war er Mitglied des Stadtrats seiner Heimatstadt Gamagōri.
Don Jones, ein ehemaliger US-Marine, der auf Saipan stationiert war und einmal von einer Gruppe von Ōbas Leuten überfallen worden war, war fasziniert von der Geschichte der japanischen Holdouts und besuchte Ōba nach dem Krieg. In Zusammenarbeit mit Ōbas schrieb Jones ein Buch über seine Erfahrungen auf Saipan. Jones wurde ein lebenslanger Freund der Familie Ōbas und er ging so weit, den im Ruhestand befindlichen Oberstleutnant Kirgis, dem sich Ōba 1945 ergeben hatte, ausfindig zu machen und ihn zu bitten, das Schwert, welches Ōba bei der Kapitulation ausgehändigt hatte, zurückzugeben. Kirgis stimmte zu und Jones brachte das Schwert nach Japan seinem dankbaren Freund zurück. Das Schwert als traditionelles Erbstück befand sich wieder im Besitz der Familie.
Sakae Ōba starb am 8. Juni 1992 im Alter von 78 Jahren.  Seine sterblichen Überreste wurden in der Familiengruft beim Kōun-Tempel in Gamagōri beigesetzt.

## Verarbeitung in Literatur und Film
Das Ergebnis der gemeinsamen Anstrengungen von Ōba und Don Jones war eine Neuerscheinung, die zuerst ins Japanische übersetzt wurde und 1982 erschien. Es wurde ein Verkaufsschlager. Die englische Ausgabe erschien 1986 mit dem Titel Oba, The Last Samurai: Saipan 1944–1945.
Hisamitsu, der zweite Sohn von Ōba Sakae, entdeckte im Mai 2010 über 1200 Seiten aus Briefen und Postkarten zwischen seinen Eltern Sakae und Mineko. Sie stammten aus der Zeit zwischen 1937 und 1941, obwohl manche bis in das Jahr 1944 datiert sind. Hisamitsu zeigte diese Briefe dem verwandten Schriftsteller Hirano Keiichirō, einem Enkel von Minekos Bruder. Keiichirō ist Romancier und Gewinner des renommierten Akutagawa-Preises im Jahr 1998. Hirano war tief bewegt von dem, was er in der Korrespondenz aus Kriegszeiten las und half, einen örtlichen Verleger zu finden. Sie boten die Aufgabe der Veröffentlichung Mari Mizutani aus Toyohashi an, die feststellte, dass die Briefe besonders ausgeprägt genaue Beschreibungen des Alltags während des Krieges lieferten und dies unter dem Aspekt, dass das Ehepaar tiefe Zuneigung füreinander zum Ausdruck brachte und beide auch über unzählige alltägliche Geschehnisse schrieben, Mineko in Gamagōri und Ōba in China oder bei der Besetzung der Mandschurei mit dem Befehl, in den Pazifik verschifft zu werden. Die Briefe wurden von einem Gremium örtlicher Freiwilliger begutachtet, die meisten hatten einen professionellen Hintergrund bezüglich Literatur, Publikation, Geschichte oder waren mit den lokalen Begebenheiten vertraut. Eine Auswahl von Briefen wurde zusammengestellt und im Januar 2011 unter dem Titel Senka no rabu retah bzw. Love Letters from the Fires of War veröffentlicht.
Am 11. Februar 2011 wurde der Film Taiheiyō no kiseki – fokksu to yobareta otoko (太平洋の奇跡 −フォックスと呼ばれた男− bzw. Miracle of the Pacific: The Man Called Fox) veröffentlicht. Er beschreibt die Bemühungen von Ōba und seiner Gruppe auf Saipan, ebenso wie die unerbittliche Fahndung der Marines. Er wurde von Tōhō Pictures unter der Regie von Hirayama Hideyuki in Japan, den Vereinigten Staaten und Thailand produziert. Die Hauptfigur Ōba wurde von Takenouchi Yutaka gespielt. Als Vorbereitung auf die Rolle traf Takenouchi mit Ōba Hisamitsu zusammen und beide zollten am Grab von Ōba Sakae ihren Respekt. Der Film erhielt positive Beurteilungen von den Kritikern.